# Astrid and Lilly Save the World
Astrid and Lilly Save the World è una serie televisiva canadese prodotta da Sify, andata in onda da gennaio 2022.

## Trama
Astrid e Lilly sono due liceali "sfigate": sovrappeso, un po' strambe, appassionate di Olivia Benson, che spesso imitano pattugliando le strade della loro cittadina e spiando i loro compagni di scuola. Una sera, dopo essere state umiliate ad una festa, bruciano delle foto e si mettono a cantare: questo rito improvvisato fa aprire un portale che permette ai mostri delle altre dimensioni di arrivare sulla terra. 
Le due ragazze, insieme a Brutus, una guida per cacciatori di mostri, dovranno uccidere 10 mostri e inserire in un globo di metallo alcune parti dei mostri per poter chiudere il portale e salvare la terra.

## Personaggi
- Astrid Bell, interpretata da Jana Morrison: ragazza vivace e intelligente, spesso sopra le righe. Ha una crush ossessiva verso Sparrow, Arrivata nella cittadina durante le elementari, dopo la morte del padre, ha un rapporto difficile con la madre.
- Lilly Fortenberry, interpretata da Samantha Aucoin: ragazza dolce e mite, ha due mamme e una sorella minore. Nel corso della serie inizierà una relazione con Constance, la sua migliore amica delle elementari
- Brutus, interpretato da Oliver Renaud: giunto da un'altra dimensione all'apertura del portare, deve aiutare Lilly e Astrid a uccidere i mostri. personaggio buffo, ha una passione per scoprire le usanze della terra